# Lusignan Bertalan örményországi régens
Lusignan Bertalan (1344 előtt – 1374 után), örményül: Բարդուղիմեոս Լուսինյան, franciául: Barthélemy de Lusignan, Örményország társrégense. Római katolikus vallású volt. A Lusignan(-Poitiers)-ház örmény ágának a tagja. II. Konstantin örmény király, Lusignan János örményországi régens és Lusignan Mária örmény királyné unokaöccse, valamint V. Leó örmény király elsőfokú unokatestvére. A Lusignan(-Poitiers)-ház örmény ágának a tagja.

## Élete
A francia eredetű Lusignan(-Poitiers)-család Cipruson uralkodó dinasztiájának örmény ágából származott. Házasságon kívüli kapcsolatból született. Édesapja Lusignan Bohemond (1307/09–1344) ciprusi királyi herceg és a kis-örményországi Korikosz ura. Anyja ismeretlen, de az apja feleségének, Neghiri Eufémiának (1325–1381 után), a Szaven-Pahlavuni-dinasztia neghiri ágából származó Baldvin (–1336) örményországi marsall leányának volt az unokatestvére. Apai nagyapja Lusignan Amalrik (1270/72–1310) ciprusi királyi herceg, Türosz ura, Ciprus kormányzója révén a ciprusi királyok leszármazottjának tekinthette magát. Apai nagyanyja Izabella (1276/77–1323) örmény királyi hercegnő révén pedig II. Leó örmény királynak (1236–1289), aki I. Izabella örmény királynő és I. Hetum örmény király fia volt, és Lamproni Küra Annának (–1285) a dédunokája volt.
Nagyapja, Lusignan Amalrik meggyilkolása után nagyanyja, Izabella örmény hercegnő a gyerekeivel örmény hazájába tért vissza 1311-ben. Bertalan apja, Bohemond herceg Örményországban élt 1322-ig, amikor is legfiatalabb bátyjával, Lusignan Jánossal Rodoszra ment az ispotályosokhoz. 1323-ban itt érte a hír, hogy meggyilkolták az édesanyját, Izabella örmény hercegnőt az örmény fővárosban, Sziszben. Bohemond 1326-ig maradt Rodoszon, majd bátyjával visszatért Örményországba. 1336. április 17-én elsőfokú unokatestvére, IV. Leó örmény király (1308/09–1341), kinevezte őt Korikosz urává.
IV. Leó örmény király 1341. augusztus 28-án történt meggyilkolása után mivel Aragóniai Konstancia örmény királyné meddőnek bizonyult, amivel az örmény királyi dinasztia, a Szaven-Pahlavuni-ház Hetumida vonala férfi ágon kihalt, így a női ágat hívták meg az örmény trónra Bohemond középső bátyjának, Lusignan Guidónak a személyében. Lusignan Guido 1342. októberében érkezett meg Örményországba, és II. Konstantin néven koronázták örmény királlyá. Bátyja számos politikai feladattal bízta meg Bertalan apját, így őt küldte Avignonba a pápához, VI.Kelemenhez az egyházi unió kérdésében, mely végül végzetesnek bizonyult az első Lusignan-házi örmény uralkodó számára. II. Konstantint és Bertalan apját, Bohemondot egyszerre gyilkolták meg testőreikkel együtt 1344. november 17-én Adanában.
Lusignan Bohemond 1340-ben vette feleségül Neghiri Eufémiát, a későbbi III. Konstantin örmény királynak, a kis-örményországi Neghir és Partzerpert urának húgát, de a házasságuk gyermektelen maradt. Természetes fia, Bertalan mostohaanyjával jó viszonyt ápolt, már csak a rokoni kapcsolat miatt is, hiszen Bertalan anyja az unokatestvére volt. Bertalan IV. Konstantin meggyilkolása után V. Leó trónra léptéig 1373–1374-ig Korikoszi Mária örmény királynéval és Vaszil báróval, Thorosz fiával együtt a régensi tisztséget vitte.

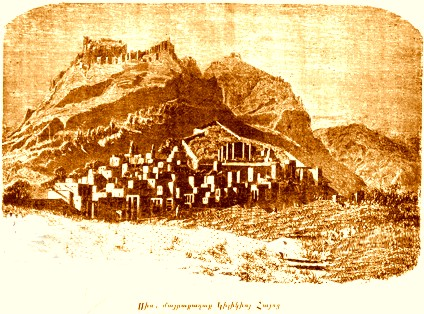
Szisz (Kozan) romjai

V. Leó király a koronázása napján, 1374. szeptember 14-én Sziszben Bertalan mostohaanyjának, az 50 éves Eufémia hercegnőnek a kezével jutalmazta az expedíciós csapatának a vezetőjét, Sohier Doulçart-t (Soherius de Sarto v. Sohier du Sart), és kinevezte Korikosz grófjává, mely birtokot Neghiri Eufémia előző férje, Bertalan apja, Lusignan Bohemond birtokolt. Sohier Doulçart V. Leóval együtt esett egyiptomi fogságba Szisz egyiptomi megszállása után 1375-ben, Eufémia Jeruzsálemben halt meg 1381 után, és ott is temették el az örmény Szent Jakab templomban. Bertalan végzete azonban a mai napig nem ismert.
Bertalannak egyes források szerint volt egy fivére, akit Miklósnak hívtak, és aki szintén házasságon kívül született. Miklóst a későbbi V. Leó első trónfoglalási kísérlete idején, 1364-ben gyilkolták meg Sziszben.